# Masters de Miami 2011
El Masters de Miami 2011, llamado Sony Ericsson Open por motivos de patrocinio, fue un torneo de tenis disputado desde el 21 de marzo al 3 de abril.

## Campeones

### Individuales Masculino
Novak Djokovic vence a  Rafael Nadal por. 4-6, 6-3 y 7-6 (4)

### Individuales Femenino
Victoria Azarenka vence a  María Sharápova por 6-1 6-4.

### Dobles Masculino
Mahesh Bhupathi /  Leander Paes vencen a  Max Mirnyi /  Daniel Nestor por 6-7(5) 6-2 [10-5].

### Dobles Femenino
Daniela Hantuchová /  Agnieszka Radwańska vencen a  Liezel Huber  /  Nadia Petrova por 7-6(5), 2-6, 10-8.